# Чеймберс, Калум
Ка́лум Че́ймберс (Че́ймберз) (англ. Calum Chambers; родился 20 января 1995 года) — английский футболист, защитник валлийского клуба «Кардифф Сити». Воспитанник футбольной академии «Саутгемптона».

## Клубная карьера

### «Саутгемптон»
Начал карьеру в футбольной академии «Саутгемптона». Перед началом сезона 2012/13 Чеймберз стал одним из четырёх игроков молодёжной академии клуба, приглашённых в основной состав (наряду с Люком Шоу, Джеймсом Уорд-Проузом и Джеком Стивенсом), и получил футболку с номером «28».
28 августа 2012 года Чеймберз дебютировал в основном составе «святых», выйдя на замену в матче второго раунда Кубка Футбольной лиги против клуба «Стивенидж» и отметился голевой передачей; игра завершилась победой «Саутгемптона» со счётом 4:1.
31 июля 2013 года подписал новый четырёхлетний контракт с «Саутгемптоном». 17 августа 2013 года дебютировал в Премьер-лиге в матче первого тура против «Вест Бромвич Альбион», отыграв все 90 минут на позиции правого защитника. Игра завершилась победой «святых» со счётом 1:0.

### «Арсенал»
28 июля 2014 года Чеймберз перешёл в лондонский «Арсенал». Трансфер футболиста обошёлся «канонирам» в сумму порядка 16 млн фунтов. Первый гол за «Арсенал» забил 1 ноября 2014 года в матче против «Бернли».
30 августа 2016 года на правах сезонной аренды перешёл в «Мидлсбро». Дебютировал 24 сентября в игре против «Тоттенхэм Хотспур» (1:2). 30 апреля 2017 года забил первый гол за «речников» в домашнем матче против «Манчестер Сити» (2:2).
В 2018 году на правах аренды перешёл в «Фулхэм».

### «Астон Вилла»
В январе 2022 года перешёл в клуб «Астон Вилла» на правах свободного агента.

## Карьера в сборной
Чеймберс впервые сыграл в составе сборной Англии до 17 лет 2 февраля 2012 года в матче против сборной Португалии.
26 сентября 2012 года Калум дебютировал за сборную Англии до 19 лет, отыграв полный матч против сборной Эстонии в рамках квалификации к юношескому чемпионату Европы. 28 сентября вышел на замену в игре против Фарерских островов, забив последний гол англичан в матче, который завершился со счётом 6:0. 21 марта 2013 года забил свой второй гол за сборную до 19 лет в матче против Турции, благодаря которому англичане одержали победу со счётом 1:0.
В сентябре 2014 года был вызван Роем Ходжсоном в основную сборную Англии для подготовки к матчам отборочного турнира чемпионата Европы 2016. Дебютировал в товарищеском матче со сборной Норвегии, выйдя на замену во втором тайме.

## Статистика выступлений
| Клуб             | Сезон            | Дивизион         | Лига | Лига | Кубок Англии | Кубок Англии | Кубок лиги | Кубок лиги | Еврокубки | Еврокубки | Прочие | Прочие | Итого | Итого |
| Клуб             | Сезон            | Дивизион         | Игры | Голы | Игры         | Голы         | Игры       | Голы       | Игры      | Голы      | Игры   | Голы   | Игры  | Голы  |
| ---------------- | ---------------- | ---------------- | ---- | ---- | ------------ | ------------ | ---------- | ---------- | --------- | --------- | ------ | ------ | ----- | ----- |
| Саутгемптон      | 2012/13          | Премьер-лига     | 0    | 0    | 0            | 0            | 1          | 0          | 0         | 0         | 0      | 0      | 1     | 0     |
| Саутгемптон      | 2013/14          | Премьер-лига     | 21   | 0    | 0            | 0            | 2          | 0          | 0         | 0         | 0      | 0      | 23    | 0     |
| Саутгемптон      | Итого            | Премьер-лига     | 21   | 0    | 0            | 0            | 3          | 0          | 0         | 0         | 0      | 0      | 24    | 0     |
| Арсенал          | 2014/15          | Премьер-лига     | 18   | 1    | 1            | 0            | 1          | 0          | 7         | 0         | 1      | 0      | 26    | 1     |
| Арсенал          | Итого            | Премьер-лига     | 18   | 1    | 1            | 0            | 1          | 0          | 7         | 0         | 1      | 0      | 26    | 1     |
| Всего за карьеру | Всего за карьеру | Всего за карьеру | 39   | 1    | 1            | 0            | 4          | 0          | 7         | 0         | 1      | 0      | 52    | 1     |

## Статистика выступлений за сборную
| Матчи Калума Чеймберза за сборную Англии | Матчи Калума Чеймберза за сборную Англии | Матчи Калума Чеймберза за сборную Англии | Матчи Калума Чеймберза за сборную Англии | Матчи Калума Чеймберза за сборную Англии | Матчи Калума Чеймберза за сборную Англии | Матчи Калума Чеймберза за сборную Англии |
| №                                        | Дата                                     | Соперник                                 | Счёт                                     | Голы                                     | Соревнование                             |                                          |
| ---------------------------------------- | ---------------------------------------- | ---------------------------------------- | ---------------------------------------- | ---------------------------------------- | ---------------------------------------- | ---------------------------------------- |
| 1                                        | 3 сентября 2014                          | Норвегия                                 | 1:0                                      |                                          | Товарищеский матч                        |                                          |
| 2                                        | 9 октября 2014                           | Сан-Марино                               | 5:0                                      |                                          | Отборочный матч ЧЕ-2016                  |                                          |
| 3                                        | 12 октября 2014                          | Эстония                                  | 1:0                                      |                                          | Отборочный матч ЧЕ-2016                  |                                          |

## Достижения
«Арсенал»
- Обладатель Суперкубка Англии: 2014, 2017
- Обладатель Кубка Англии (2): 2014/15, 2019/20